# Libreville
Libreville este capitala statului Gabon și cel mai mare oraș al acestuia. Are o populație de 578.156 de locuitori și este port pe Râul Komo, în apropierea Golfului Guineea.

## Personalități născute aici
- Daniel Cousin (n. 1977), fotbalist.